# ポルタヴァ (戦艦・2代)
ポルタヴァ（ロシア語:Полтава；英語:Poltava）は1911年に進水したロシア帝国海軍のガングート級戦艦。艦名は1709年にロシアがスウェーデン王カール12世に勝利したポルタヴァの戦いに因む。
本艦はフィンランド湾へのドイツ軍侵入阻止を目的に建造されたが、ドイツ軍が進入を試みることがなかったため訓練と機雷敷設作戦の援護に従事することとなった。1919年に壊滅的な火災に見舞われほぼ全焼した。その後の20年間、さまざまな再建や近代化改修が立案されたが、いずれも実行には移されなかった。この間、ポルタヴァは姉妹艦の予備部品の供給源となり、宿泊艦として使用された。1940年に海軍船籍から抹消された後少しずつ解体され、1949年にスクラップ処分となった。

## 設計

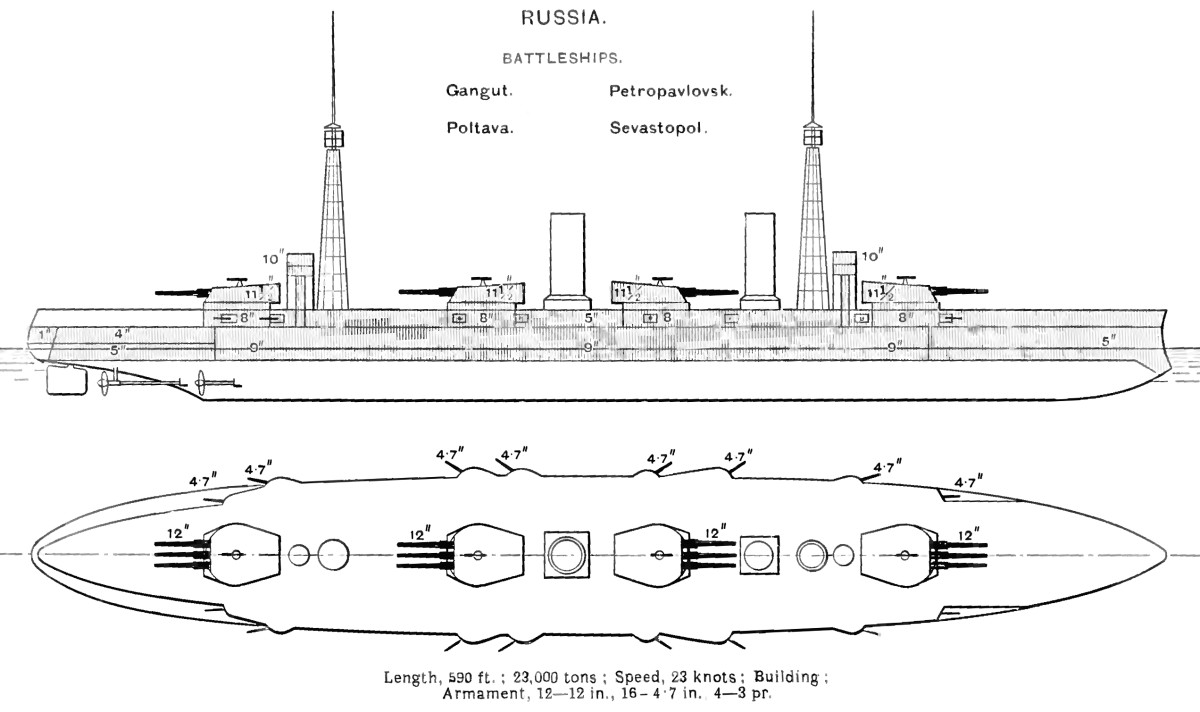
ガングート級の図面

ポルタヴァの全長は喫水線で180m、全長で181.2mであった。全幅は26.9m、喫水は8.99mであり当初の設計より49cm大きくなっている。排水量も設計排水量23,288トンを1,500トン上回り24,800トンとなった。
設計上の機関出力は42,000馬力だが1915年11月21日の最大出力試験では52,000馬力に達し、最大速力は24.1ノットであった。ヤーロー式石炭・重油混焼水管缶25基とパーソンズ式直結型タービンを搭載し、各ボイラーにはソーニクロフト社の重油噴霧機構が採用された。ボイラー室は船体前方と後部2つの区画に分かれており、前方のボイラー室は2番砲塔の前に配置され、後部は2番砲塔と3番砲塔の間に配置されていた。満載時には1,847.5トンの石炭と700トンの重油を積載し、10ノットの速力で3,500海里の航続距離を誇った。

## 艦歴

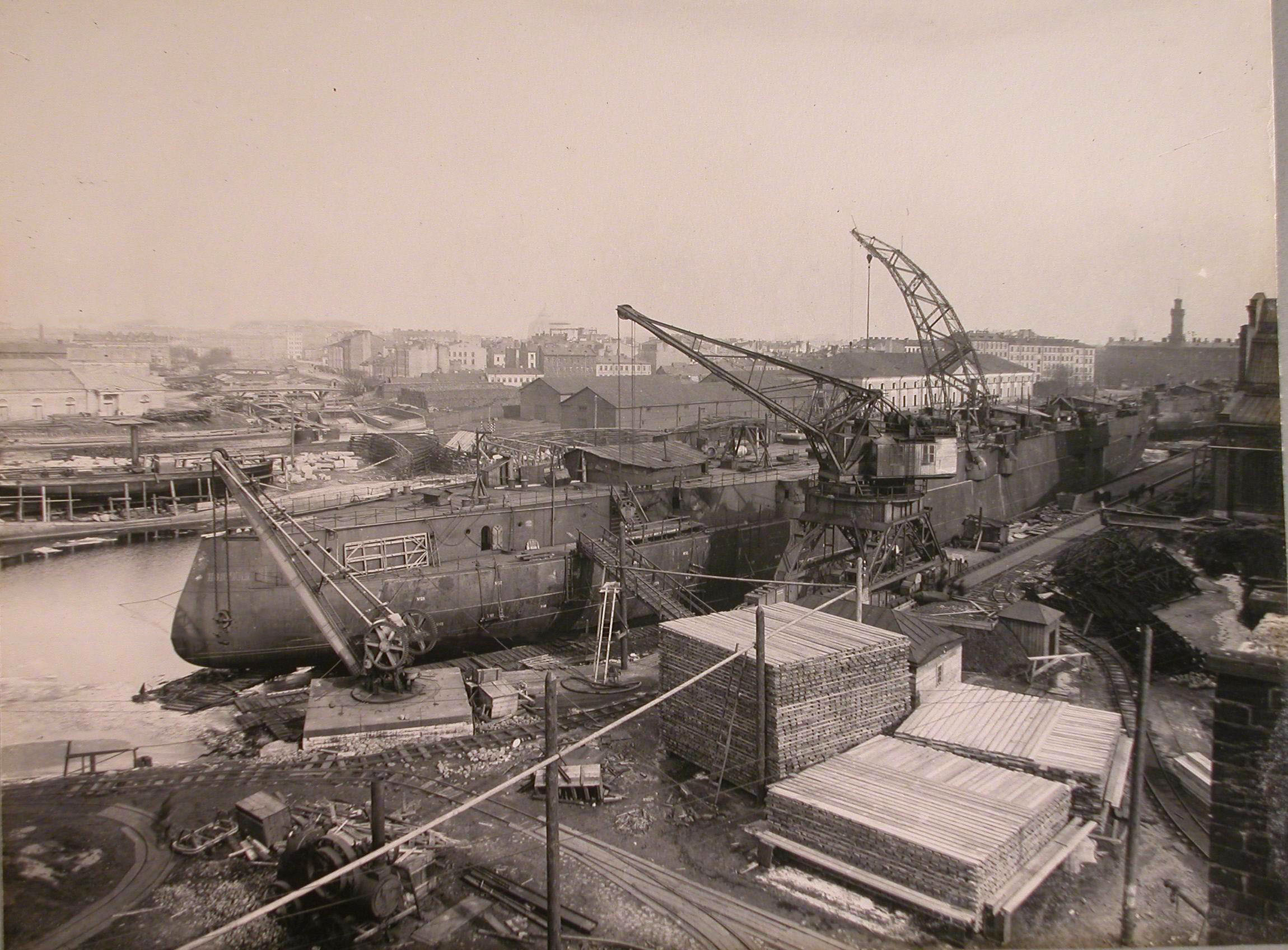
アドミラルティ造船所で艤装するポルタヴァ

ポルタヴァはサンクトペテルブルクのアドミラルティ造船所で建造された。1909年6月16日に起工され、1911年7月23日に進水した。1914年10月末に姉妹艦のガングートとの接触により船体が損傷し、試運転は1914年11月下旬まで延期された。1914年12月30日にヘルシンキで就役し、バルチック艦隊の第1戦艦旅団に配属された。1915年11月にはガングート級戦艦のなかで唯一最大出力での試験を行った。第一次世界大戦では、フィンランド湾へのドイツ軍の侵入を防ぐ任務に就いたが、ドイツ軍が侵入を試みることはなかった。1916年6月に座礁したが損傷は軽微であった。乗員は1917年の2月革命に参加し、1918年3月にはバルチック艦隊の大部分とともにフィンランド湾の冬の氷の中ヘルシンキへ退避した。その後乗員不足により1918年10月にサンクトペテルブルクで長期間係留されることとなった。

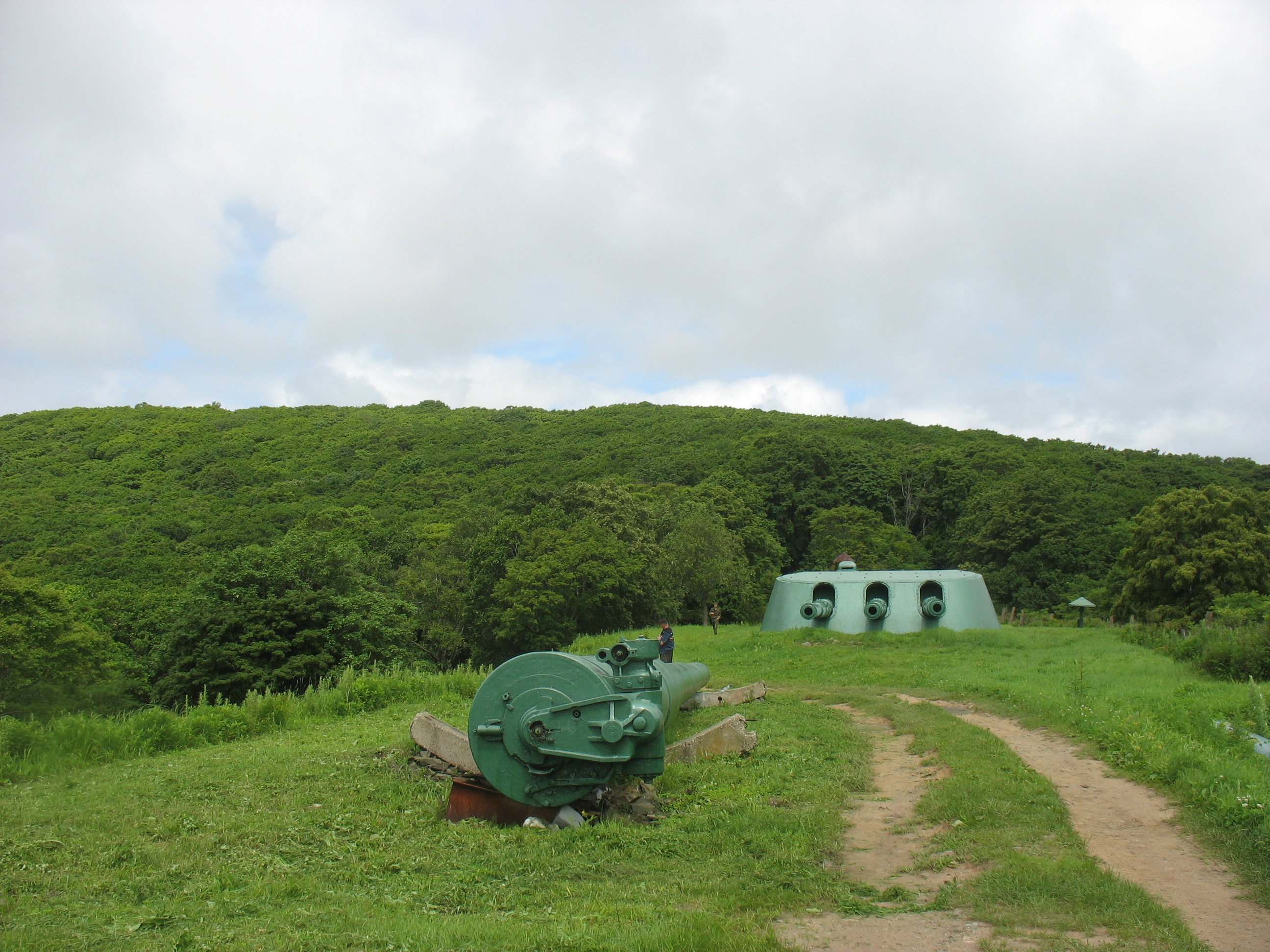
ウラジオストクルースキー島のボロシロフ砲台博物館にあるポルタヴァの砲塔

1919年11月24日、前方のボイラー室から火災が発生し、船内の大部分が焼失した。以降、ほかのガングート級戦艦へ予備部品として使用された。1924年、ボロジノ級イズマイールとともに黒海で運用する航空母艦への改装が検討されたが、ロシア内戦終結直後のソ連の経済状況では実現は不可能であった。より現実的な船体の復元も検討され、バルチック工場にて1925年に作業が開始されたが、1926年2月15日に予算を使い果たし、約46.5%まで復元が進んだ状態で作業は打ち切られた。
1926年1月7日、ポルタヴァはボリシェヴィキの指導者ミハイル・フルンゼに因んでフルンゼと命名された。その後、姉妹艦と同等の近代化改修や軽量化のために砲塔を1基撤去して戦闘艦として改装する計画が検討されたが、1935年1月23日にすべての作業が中止され、最終的に断念された。1934年には本艦の砲塔2基がルースキー島のウラジオストク要塞補強に使用された。クリメント・ヴォロシーロフは浮き砲台とする計画を承認したが、バルチック工場に余力がなかったため本計画は1939年7月9日に中止された。その後兵舎ハルクとして使用されたが徐々に解体され、1940年12月1日に正式に除籍された。レニングラード包囲戦の間、船体は小型船の基地として使用された。1944年5月31日にレニングラードへ曳航され、1949年にスクラップ処分となった。
第二次世界大戦後、2基の砲塔と主砲がセヴァストポリの沿岸防衛のための第30砲台（マクシム・ゴーリキーI）再建に使用された。他の2つの砲塔がウラジオストクに保管されているため、ポルタヴァはロシアで冗談めかして「世界最長の戦艦」と呼ばれることもある。